# Östersunds IK
Der Östersunds IK ist ein 1965 gegründeter schwedischer Eishockeyclub in Östersund. Die Mannschaft spielt seit 2022 in der HockeyAllsvenskan.

## Geschichte
Der Östersunds IK wurde 1965 gegründet. Die Mannschaft nahm ab der Saison 1975/76 regelmäßig an der damals noch zweitklassigen Division 1 teil. Ab der Jahrtausendwende spielte die Mannschaft zunächst in der mittlerweile drittklassigen Division 1. Im Sommer 2003 wurde die Herrenmannschaft aus dem Hauptverein ausgelagert und spielte in den folgenden drei Jahren als Jämtland HF in der Division 1. Von 2006 bis 2011 trat das Team als Spielgemeinschaft mit dem Brunflo IK unter dem Namen Östersund/Brunflo IF ebenfalls in der Division 1 an. Anschließend ging die Lizenz für die Teilnahme an der Division 1 an den Östersunds IK über. Seit der Saison 2012/13 spielten Brunflo IK und Östersunds IK wieder beide mit eigenständigen Mannschaften in der Division 1. Während Brunflo inzwischen abgestiegen ist, spielt Östersund lange in der nunmehr Hockeyettan genannten dritten Liga.
2022 schaffte der Klub den Aufstieg in die zweitklassige HockeyAllsvenskan.

## Bekannte ehemalige Spieler
- Ulf Dahlén
- Wladimir Krutow
- Ricard Persson